# Східна Джеміні (підводна гора)
Східна підводна гора Джеміні (Близнюків), також відома як Оскостар, є підводною горою в південно-західній частині Тихого океану, приблизно на півдорозі між островами Танна і Меттью у Вануату. Єдине зареєстроване виверження зі Східної Джеміні спостерігалося кораблем, що пропливав повз, 18 лютого 1996 року, коли спостерігалися спалахи дуже темної води.